# Stadt Anatol
Stadt Anatol ist ein deutscher Abenteuerfilm von Viktor Tourjansky mit Gustav Fröhlich und Brigitte Horney in den Hauptrollen. Die Uraufführung erfolgte am 16. Oktober 1936 im Ufa-Palast am Zoo von Berlin.

## Handlung
Helle Aufregung herrscht im kleinen, abgelegenen türkischen Städtchen Anatol, als der Abenteurer Jacques Gregor mitten auf einer Wiese mit einem Flugzeug landet. Für Jacques ist es eine Heimkehr, hat er doch einst hier sein Leben als ständig mittelloser Tagedieb verbracht. Franziska, die er ebenfalls von früher noch kennt, erzählt er, dass er Großes mit diesem verschlafenen Nest am Rande des Nirgendwo vorhat. Er will hier Öl fördern und einen wahren Wirtschaftsboom hervorrufen, der allen großen Wohlstand bringen werde.
Dazu aber müsse er von Franziska das alte Salzbergwerk erwerben, das seit dem Tod ihres Vaters in ihrem Besitz sei. Franziska versteht nicht, wieso Jacques es kaufen will. Unter der Sohle des Bergwerkes befände sich Öl, erklärt Jacques dem zur Frau gereiften Mädchen, mit dem er seit gemeinsamen Kindheitstagen befreundet ist, unter dem Siegel des Stillschweigens. Ganz Anatol werde steinreich, ein Paradies auf Erden! Millionen seien hier zu verdienen, verspricht Jacques. Auch wenn sie die Bedeutung von Öl nicht recht nachvollziehen kann, vertraut Franziska ihrem Jugendfreund und lässt ihn machen.
Das große Geld lockt, und plötzlich sind alle dabei, Gregors windigen Plan finanziell zu unterstützen, auch wenn keiner weiß, worum es eigentlich geht. Der Melonenhändler vermutet die Anlage einer riesigen Wasserleitung, andere sprechen von der mutmaßlichen Bergung eines alten Türkenschatzes. Von Jaskulski, dem plumpen, stämmigen Verehrer Franziskas, erwirbt Jacques die Bärensenke und einen alten Steinbruch. Jaskulski glaubt, mit diesen Verkäufen ein gutes Geschäft gemacht und den vermeintlich vertrottelten Gregor, seinem Widersacher um die Gunst Franziskas, hereingelegt zu haben.
Jacques’ Auftraggeber Garcia im fernen Istanbul setzt dem jungen Gregor bald eine Frist. Bis zu diesem Zeitpunkt muss Öl gefunden werden, sonst werde er die Zahlungen einstellen. Doch so sehr Jacques auch sucht, keine seiner Bohrungen fördert eine Ölquelle zutage. Er muss sich sogar eine beträchtliche Summe von Jaskulski leihen, um weiter bohren zu können. Schließlich hat Jacques Erfolg, und seine Bohrungen stoßen tatsächlich auf das „schwarze Gold“. Jacques ist überglücklich und sieht sich im Geiste schon an der Seite der vornehmen Anatol-Bewohnerin Sonja Yvolandi, mit deren Großmutter er wegen eines zu erwartenden Ölverkommens auf deren Grund und Boden gleichfalls einen Kooperationsvertrag abgeschlossen hat. Die größte Gewinnerin vom einbrechenden Ölrausch ist hingegen die bislang weitgehend mittellose Franziska Maniu, auf deren Grund sich das Gros der Quellen befindet.
Der wirtschaftliche Erfolg führt dazu, dass sich bald allerlei finstere Gestalten und Glücksritter in der Stadt einfinden, halbseidene Spekulanten und rücksichtslose Geschäftemacher. Der Ölrausch macht viele einst ein beschauliches Leben führende Stadtbewohner zu geldgierigen und skrupellosen Zeitgenossen: Nur noch das Geld zählt anstatt gewachsener Freundschaften. Kellner Xaver hat eine eigene Bar eröffnet, Jaskulski, dessen erfolglose Ölsuche auf seinem Weinberg ihn viel Geld gekostet hat, ertränkt im Zorn seine Eifersucht auf Jacques, der Franziska eigentlich gar nicht haben will, in teurem Champagner. Doch die neue Ölmagnatin will ihn nicht erhören, ihr Herz schlägt für die Jugendliebe Jacques.
Mehrere Bewohner Anatols reißen ihre Häuser ein, da sie auf dem Baugrund Ölquellen vermuten, andere wiederum begehen Verbrechen. Nur Neid und Missgunst hat der neue Ölreichtum Anatols Bewohnern gebracht. Auch die alte Frau Yvolandi glaubt, dank ihrer Zusammenarbeit mit Jacques Gregor zu den Boom-Gewinnern zu gehören. Sie gibt eine große Party, halb Anatol ist gekommen. Da bricht eine Hiobsbotschaft herein. Die Bohrungen sind auf ihrem Anwesen auf eine Wasserader gestoßen! Nun brechen zahlreiche Träume in sich zusammen. Sonja sieht ihre Zukunft mit Jacques Gregor zerplatzen und wendet sich von ihm ab. Überhaupt scheint der deutlich ältere und erfolgreichere Generaldirektor Garcia sehr viel mehr nach ihrem Geschmack. Die Gesellschaft bei den Yvolandis löst sich auf. Jaskulski betrinkt sich bis zur Besinnungslosigkeit, hat er doch soeben Jacques’ Untergang und dem der Stadt beschleunigt.
Ein Großfeuer erhellt die Nacht, Explosionen folgen. Jaskulski hat mit Dynamit das Bergwerk mit den ertragreichen Ölfunden in die Luft gesprengt. Bald breitet sich das Feuer flächendeckend aus und erfasst auch die Stadt Anatol. Die ganze Herrlichkeit der Neubauten werden ein Opfer des Flammenmeers, als die Funken vom brennenden Bergwerk auf die Dächer niederrieseln. „Durch die rauchenden Trümmer irrt eine Frau. Franziska findet den ohnmächtigen Jacques, richtet ihn auf. Angesichts der vernichteten Stadt finden sich zwei junge, starke Menschen wieder zueinander. Nur die erste Schlacht ist verloren, aber ungebrochen ist die Kraft. Sie werden arbeiten und schaffen auf dem heiligen Boden der Heimat, deren Reichtümer fleißige, reine Hände brauchen. Hände, die fest zupacken und an der Stelle der untergegangenen Stadt eine neue aufbauen werden, ein gesundes, vernünftiges, glückliches Gemeinwesen, keinen Hexenkessel von Gemeinheit und sinnloser Verschwendung. Das -- neue Anatol !“

## Produktionsnotizen
Gedreht wurde der Film von Mai bis Juli 1936. Bei der Uraufführung erhielt der Film das Prädikat „Künstlerisch wertvoll“ und wurde mit Jugendverbot belegt. Die Wiederaufführung nach dem Krieg erfolgte 1950.
Dem Film lag ein Roman von Bernhard Kellermann, 'Die Stadt Anatol', zugrunde.
Stadt Anatol war der erste deutsche Film des aus dem revolutionsgeschüttelten Russland nach Westeuropa geflohenen Regieroutiniers Viktor Tourjansky.
Rose Stradner spielte hier ihre letzte deutsche Filmrolle: eine kaltherzige, berechnende junge Frau. Im Juli 1937 wanderte sie in die Vereinigten Staaten aus und spielte dort vor allem Theater.
Für den Drehbuchautoren Walter Supper endete noch im selben Jahr 1936 seine Filmtätigkeit. Da er sich weigerte, sich von seiner jüdischen Ehefrau zu trennen, erhielt er seitdem keine Aufträge mehr. Eine weitere Drehbuchtätigkeit an einem Film 1942 wurde im Vorspann nicht erwähnt.
Otto Hunte und Willy Schiller entwarfen die umfangreichen Filmbauten, Arno Richter gestaltete die Kostüme.
Jens Keith übernahm die Choreografie der Tänze. Schnittmeister Eduard von Borsody assistierte auch dem Regisseur Tourjansky. Für die Spezialeffekte sorgte Theo Nischwitz.
Mit Puits en flammes wurde auch eine französische Fassung von Stadt Anatol hergestellt. Die Hauptrollen übernahmen dort Josseline Gaël (Horney-Rolle) und Georges Rigaud (Fröhlich-Rolle). Die Uraufführung erfolgte in Paris am 2. April 1937. Mit dieser Fassung und der französischen von Glückskinder endete die 1930 begonnene Tradition, von deutschen Filmen zeitgleich auch französische Versionen zu drehen.

## Rezeption und Kritik
Bekannt wurde Adolf Hitlers Erwähnung des Films in einer antirumänischen Tirade:
„Der rumänische Bauer ist nur ein armseliges Stück Vieh. Das, was sonst in Erscheinung tritt, sind ohne Zweifel nur die miserabelsten Kreise. Der Film ›Stadt Anatol‹ hat das Milieu dieser balkaniden Petroleum-Entwicklung wirklich gut geschildert. Leute, die bloß, weil unter ihrem Boden zufällig eine Ölader läuft, in den Besitz einer fließenden Goldquelle kommen, ohne daß sie eine Arbeit leisten, das ist ganz gegen jede natürliche Ordnung.“
Das große Personenlexikon des Films schrieb, dass das für seine Zeit typische Filmdrama „den Zeitgeist des nationalsozialistischen Deutschlands (Aufbauwillen, visionäres Denken und Handeln)“ verströme, dabei allerdings nicht „braune Ideologie“. Der große Erfolg des Films führte zu einer Vielzahl von weiteren Arbeitsangeboten an Tourjansky.
6000 Filme bezeichnete Stadt Anatol als „Abenteuerfilm mit kunstfertig inszenierten Sensationsszenen“
Das Lexikon des Internationalen Films hielt den Film für einen typischen deutschen Abenteuerfilm der NS-Zeit: „Ausweichen ins Exotische, eine Prise Zeitgeist („das Bodenständige“), technischer Aufwand beim bravourös gefilmten Katastrophenschluß, pseudohumorisch und gestelzt.“ Es handele sich jedoch um eine der besten Leistungen Tourjanskys.